# Ogród Doświadczeń w Krakowie

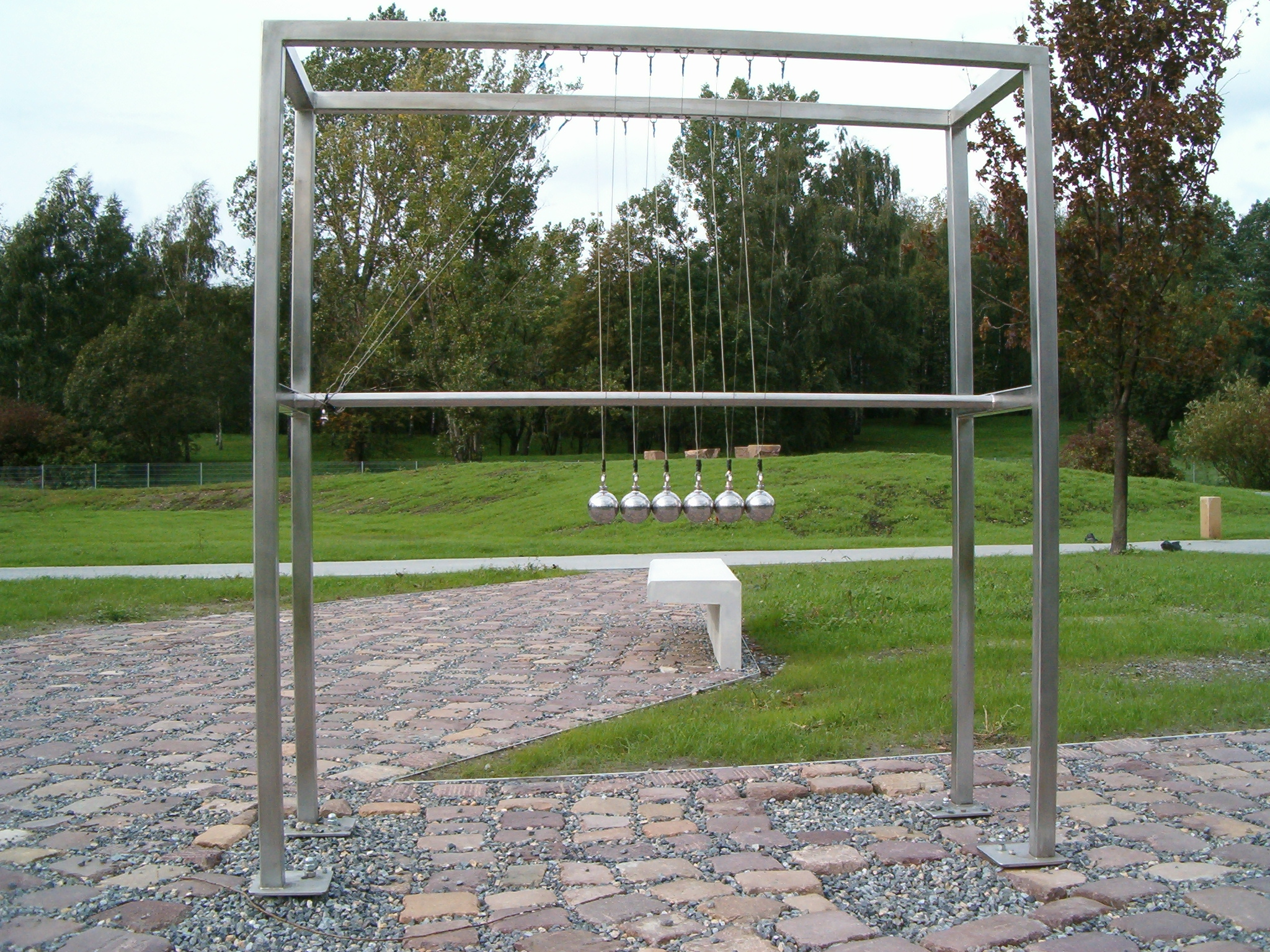
Kołyska Newtona

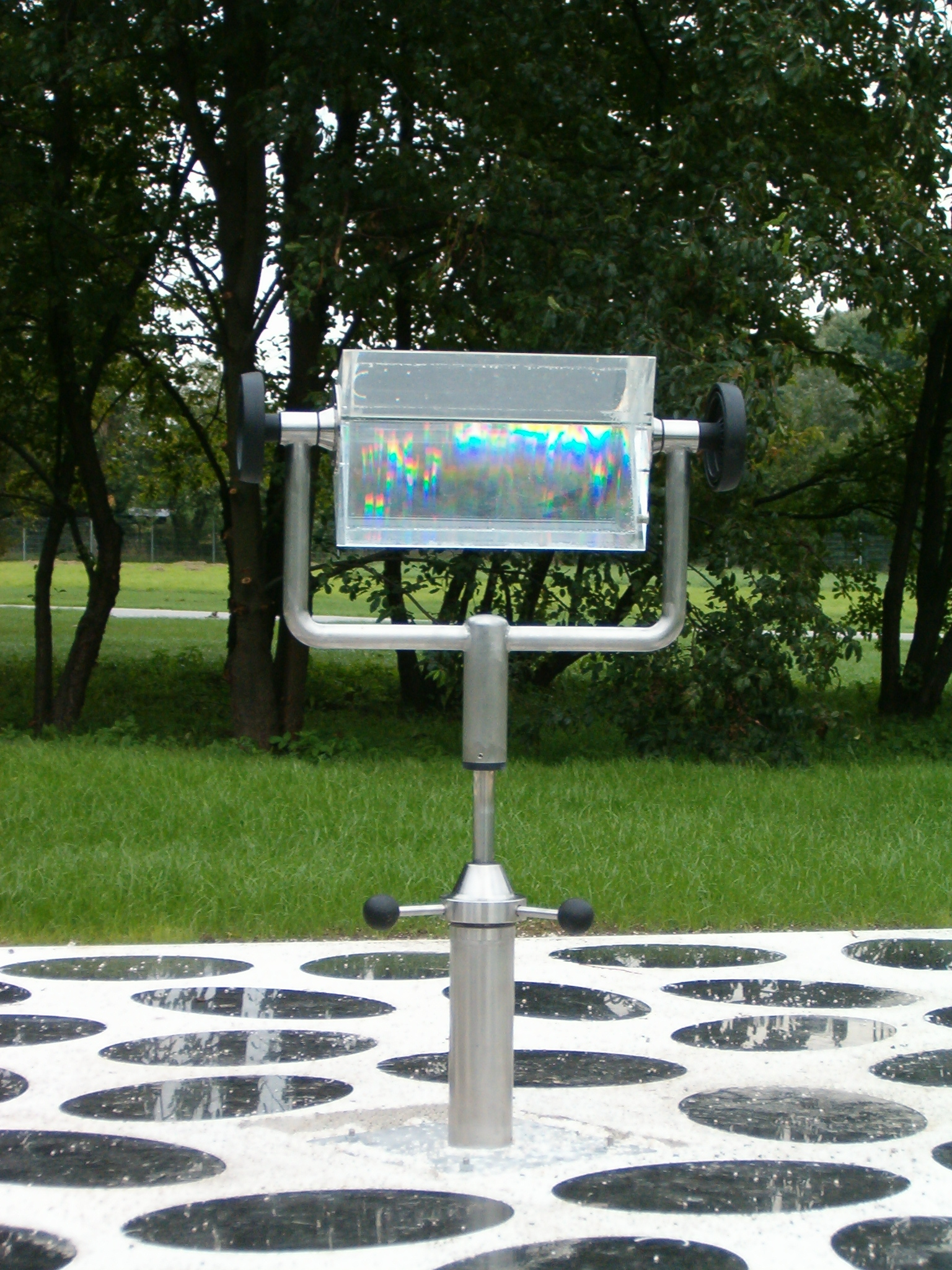
Rozszczepienie światła

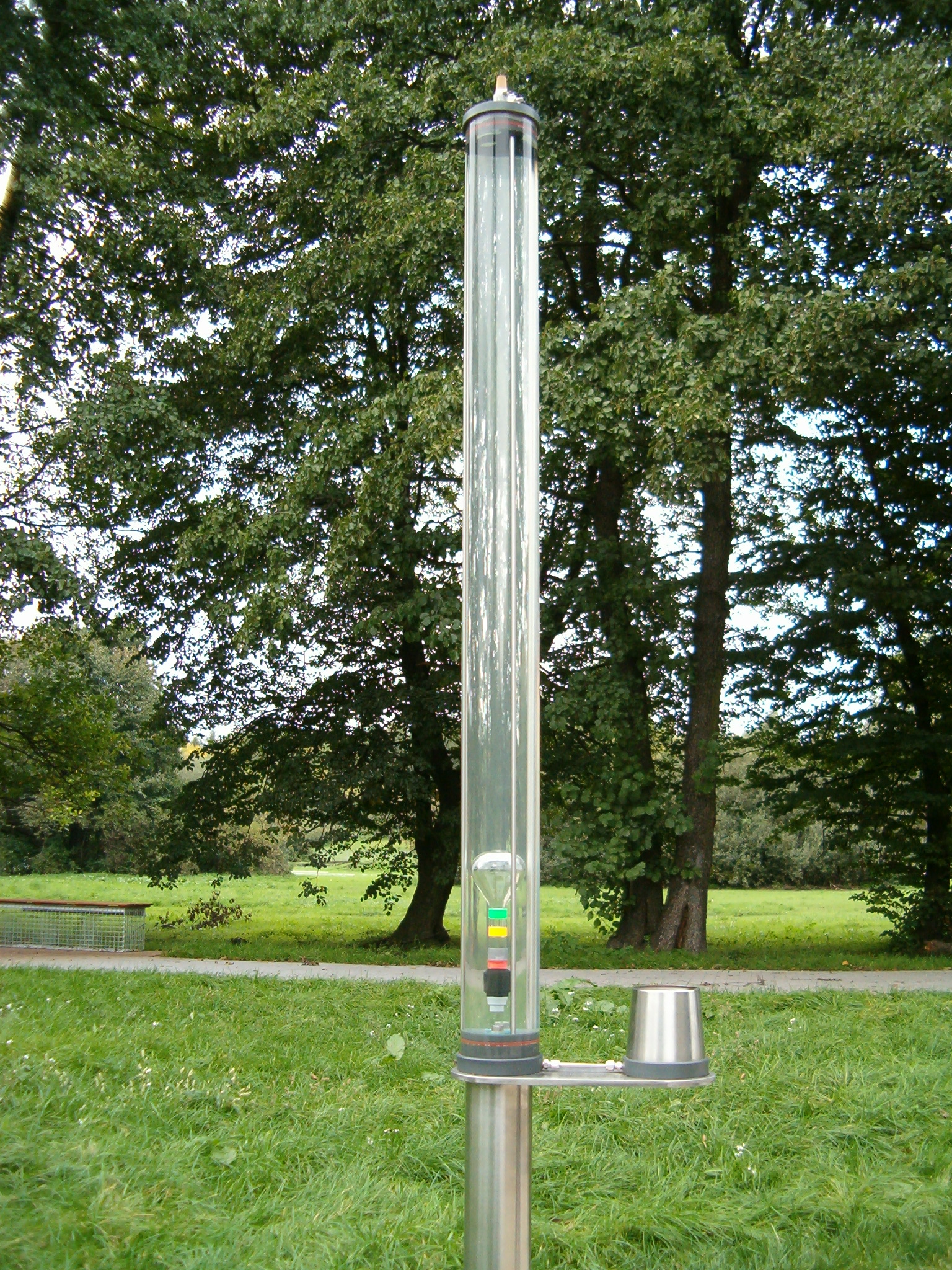
Nurek Kartezjusza

Ogród Doświadczeń im. Stanisława Lema w Krakowie (potocznie: „Krakowski Ogród Doświadczeń”) – park edukacyjny utworzony w 2007 roku w Krakowie. Park znajduje się w południowo-wschodniej części Parku Lotników Polskich i zajmuje powierzchnię 6 ha. Ogród Doświadczeń jest oddziałem plenerowym Muzeum Inżynierii i Techniki w Krakowie. Został zaprojektowany przez biuro architektoniczne Ingarden&Ewy.
Historia:
Ogród Doświadczeń im. Stanisława Lema w Krakowie powstał jako pierwsze tego typu przedsięwzięcie w Polsce. Został zainicjowany przez Miasto Kraków oraz Stowarzyszenie SIEMACHA – partnerów projektu „Nowa Huta – Nowa Szansa” w ramach programu operacyjnego Program Inicjatywy Wspólnotowej EQUAL. Krakowski park edukacyjny wzorowany jest na „Polu Doświadczeń Zmysłowych” w Norymberdze oraz Parku Nauki i Techniki La Villette w Paryżu.

## Kompleks parkowy
- Główna brama Ogrodu Doświadczeń (Aleja Pokoju, naprzeciwko centrum handlowego „M1”)
- Brama północna (Aleja Jana Pawła II, od strony parkingu AWF)
- Brama zachodnia (osiedle Wieczysta i osiedle Dąbie, od strony centrum handlowego „Plaza”)
- pawilon recepcyjny

## Dydaktyczna ekspozycja plenerowa
Urządzenia edukacyjne dostępne w parku stanowią jego podstawę. Na dydaktyczną ekspozycję plenerową składają się urządzenia, konstrukcje i modele, pozwalające na poznawanie praw fizyki i świata przyrody, w tym: 
- prawa fizyki związane z oddziaływaniem siły (huśtawki, elementy ukazujące działanie siły grawitacji),
- prawa fizyki związane z utrzymywaniem równowagi (równoważnie, obrotowe tarcze, trampolina),
- prawa fizyki dotyczące zjawisk drgań i fonii,
- prawa fizyki związane z działaniem wody (turbiny wodne),
- prawa świata przyrody związane ze zmysłami (dotykiem, słuchem, węchem).

Stanowiska edukacyjne można podzielić na 3 następujące typy: 
- badacz-uczestnik (uczestnik odczuwa skutki doświadczenia na sobie),
- badacz-eksperymentator (uczestnik uruchamia doświadczenie i dalej obserwuje eksperyment),
- badacz-obserwator (doświadczenie przeprowadzane jest przez przewodnika lub toczy się swoim własnym życiem).

W czerwcu 2007 roku w parku udostępniono 22 instalacje, a od września 2007 roku oglądać można kolejnych 35 eksponatów dydaktycznych. Docelowo w parku udostępnionych będzie 60 eksponatów, między innymi: 
- oddychający prostokąt,
- wirujący krater,
- telegraf akustyczny,
- koło spiralne,
- nurek Kartezjusza,
- obrotnica,
- kołyska Newtona,
- luneta obserwacyjna,
- pływający taras,
- kamienne cymbały,
- kalejdoskop gigant,
- dwa zwierciadła prezentujące efekt nieskończoności,
- trwała waga hydrauliczna,
- gongi,
- dzwony rurowe,
- wózki na szynach,
- skrzynie do pchania i ciągnięcia.

## Historia
- 20 listopada 2006 – Prezydent Miasta Jacek Majchrowski podpisał i wmurował akt erekcyjny pod budowę Ogrodu Doświadczeń
- 11 czerwca 2007 – uruchomiony został zwiastun Ogrodu Doświadczeń
- 5 września 2007 – otwarcie kolejnego fragmentu parku